# Cephaloziella verrucosa
Cephaloziella verrucosa là một loài rêu trong họ Cephaloziellaceae. Loài này được Stephani mô tả khoa học đầu tiên năm 1893.